# Geschiedenis van Noord-Holland
De geschiedenis van Noord-Holland gaat over de geschiedenis van het graafschap en gewest Holland en hoe de moderne Nederlandse provincie Noord-Holland hieruit is ontstaan en de geschiedenis van deze moderne provincie.

## Graafschap Holland
Holland heeft lange tijd een personele unie gevormd met de graafschappen Henegouwen en Zeeland, vanaf Jan II van Holland in 1299.
Het graafschap Holland was een graafschap van het Heilige Roomse Rijk. Het grondgebied omvatte ongeveer het grondgebied van de huidige provincies Noord- en Zuid-Holland. In 1346 kwam Holland onder het huis van Beieren, totdat Jacoba van Beieren in 1428 bij de Zoen van Delft werd gedwongen het af te staan aan de Bourgondiërs. Onder keizer Karel V maakte Holland deel uit van de Zeventien Provinciën.

## Gewest Holland
Tijdens de Tachtigjarige Oorlog speelde de provincie Holland een belangrijke rol in het verzet tegen de Spanjaarden. Na de Unie van Utrecht in 1579 werd het deel van de Republiek der Zeven Verenigde Nederlanden en werd Holland daarvan het leidende gewest.

## Franse tijd
In 1798, na de vorming van de Bataafse Republiek, werd Holland op een andere manier verdeeld en wel over de departementen van Texel (van Vlie tot Rijn), van de Amstel (omgeving Amsterdam), van de Delf (Holland ten zuiden van de Rijn, zonder de eilanden) en van Schelde en Maas (Hollandse en Zeeuwse eilanden), terwijl het zuidoosten bij het departement van de Rijn werd gevoegd. In 1801 werd bij de vorming van het Bataafs Gemenebest de gewestelijke structuur van vóór 1795 weer grotendeels hersteld en zo ontstond het departement Holland. In 1807, het Bataafs Gemenebest was inmiddels omgevormd tot Koninkrijk Holland, werd Holland weer anders opgedeeld, namelijk in de departementen Amstelland en Maasland. In 1814 kwam daar een eind aan.

## Noord-Holland en Zuid-Holland
In 1815 werd Holland een provincie in het Koninkrijk der Nederlanden. Om de dominantie van het gewest Holland te verminderen werd de provincie in 1840, bij het aftreden van koning Willem I, gesplitst in de provincies Noord-Holland en Zuid-Holland. In de jaren daarna werd nog regelmatig met gebieden geschoven onder de twee provincies en ook met de andere aanliggende provincies (zoals in 1942 toen de eilanden Vlieland en Terschelling bij de provincie Friesland werd ingedeeld).